# Officine Meccaniche Casertane
Le Officine Meccaniche Casertane conosciute anche come Officine Casertane sono state un'impresa italiana di costruzioni elettromeccaniche del settore ferroviario e produttrici di rotabili ferroviari.

## Storia
L'azienda nacque nel 1962 a Caserta con il nome di Officine Meccaniche Casertane con lo scopo di effettuare la riparazione dei carri ferroviari affidate a ditte esterne dalle Ferrovie dello Stato. A partire dagli anni settanta le Casertane iniziarono a partecipare alle commesse per la costruzione di nuove carrozze e bagagliai del tipo X e in seguito anche di locomotive diesel-elettriche D.445. Il passo successivo vede l'azienda, dal 1981 divenuta Officine Casertane S.p.A., impegnata nella costruzione di locomotive E.652 e di carrozze tipo Z
Entrata a far parte del Consorzio Firema a partire dal 1993 l'azienda venne infine incorporata nel gruppo Firema.